# Porsche Cayman
Der Porsche Cayman ist ein Sportwagen von Porsche und die Coupé-Ausführung des Roadsters Porsche Boxster, und basiert auf dessen Technik.
Er wird bisher in drei Generationen gefertigt.
- Porsche Cayman (Typ 987c) (2005–2013)
- Porsche Cayman (Typ 981c) (2013–2016)
- Porsche 718 Cayman (Typ 982) (seit 2016)